# Моравица (Врачанская область)
Моравица (болг. Моравица) — село в Болгарии. Находится в Врачанской области, входит в общину Мездра. Население составляет 783 человека.

## Политическая ситуация
В местном кметстве Моравица, в состав которого входит Моравица, должность кмета (старосты) исполняет Коно Цветанов Жилковски (Болгарская социалистическая партия (БСП)) по результатам выборов правления кметства.
Кмет (мэр) общины Мездра — Иван Аспарухов Цанов (независимый) по результатам выборов в правление общины.